# Pancalieri
Pancalieri es una localidad y comune italiana de la provincia de Turín, región de Piamonte, con 1.985 habitantes.

## Evolución demográfica
| Gráfica de evolución demográfica de Pancalieri entre 1861 y 2001 |
|                                                                  |
| Fuente ISTAT - elaboración gráfica de Wikipedia                  |

## Ciudades hermanas
- Ataliva, Provincia de Santa Fe, República Argentina.